# Bruno Walter
Bruno Walter Schlesinger född 15 september 1876 i Berlin, Tyskland, död 17 februari 1962 i Beverly Hills, Los Angeles, Kalifornien, USA, var en ledande tysk dirigent under den första halvan av 1900-talet. Han studerade i Berlin och debuterade i Köln 1894. Walter arbetade med Gustav Mahler i Hamburg (1894) och i Wien (1901–1913), och efter Mahlers död ledde han uruppförandet av Mahlers Das Lied von der Erde (1911) och den 9:e symfonin (1912). Han dirigerade även premiären av Hans Pfitzners Palestrina. 
Bruno Walter dirigerade vid:
- Operan i München (1913–1922)
- Leipzig Gewandhaus (1929–1933)
- Berlin Opera (1925–1929)
- Royal Opera House Covent Garden i London (1924–1931)
- Wien (1935–1938)
- Metropolitan Opera (från 1941, 79 föreställningar)

Bruno Walter emigrerade till USA 1939.
Walters tolkningar hade stark värme och emotionella utspel och fraseringar, även om det fanns vissa brister i noggrannheten mot partituren.